# Arnold van Horne (bisschop)
Arnold (of Arnoud of Arend) II van Horne (1339-1389) was de zoon van Willem IV van Horne en Elisabeth van Kleef. Hij was kanunnik, domproost, bisschop van Utrecht van 1371 tot 1378 en bisschop van Luik van 1378 tot 1389.
Na het overlijden van bisschop Jan van Virneburg in 1371 schoof het Domkapittel zijn proost Zweder Uterlo als kandidaat naar voren, terwijl de overige kapittels de pauselijke kandidaat Arnold van Horne ondersteunden, die daardoor aan het langste eind trok. Arnold vertoefde op dat moment in Avignon om daar tegen Zweder te procederen aangaande de Domproosdij.
Arnold schijnt een krachtdadig bisschop geweest te zijn die echter de financiële positie van het bisdom in gevaar bracht. Hij mengde zich in 1371-1372 in de Gelderse successieoorlog die bijna leidde tot zijn gevangenname, en hij voerde in 1373-1375 een oorlog tegen Holland met het handelsstrategische dorp Vreeswijk als inzet. Deze acties leverden weinig resultaat op en kostten erg veel geld. Weliswaar werd de westgrens van het Sticht versterkt en de Hollandse opmars gestuit, maar Holland behield de monding van de Vecht en de Lek in handen waardoor Utrecht geïsoleerd bleef. 
Bisschop Arnold moest de medezeggenschap van de Utrechtse burgers op het landsbestuur schriftelijk vastleggen in de Stichtse Landbrief van 1375, voordat de standen van het Sticht instemden met een belastingmaatregel om de financiën op orde te brengen. Deze Landbrief is een belangrijk document dat als de grondwet van het Nedersticht beschouwd kan worden. 
Nu de oorlogshandelingen gestaakt waren stak de oude strijd in de stad tussen Gunterlingen en Lichtenbergers weer de kop op. Bisschop Arnold wist de partijen gescheiden te houden, maar hij werd in 1378 door paus Urbanus VI overgeplaatst naar Luik als opvolger van de eveneens uit Utrecht afkomstige Jan van Arkel. Daar had het kapittel echter een tegenkandidaat gekozen die gesteund werd door tegenpaus Clemens VII. Pas na een jaar van strijd kon Arnold zijn zetel in Luik innemen en gaf hij zijn positie in het Sticht op.
Arnold van Horne was een hooggeschoold man die goed kon organiseren en inspireren. Hij was vaardig in de sociale omgang en hij was bovendien een bekwaam bespeler van de vedel. Hij overleed op 8 maart 1389 en werd in overeenstemming met zijn wens begraven in het klooster Keyserbosch te Neer.
- Biografisch Portaal: 70013902
- Gemeinsame Normdatei: 101028598
- Virtual International Authority File: 42198620
- WorldCat: E39PBJycTcVXqWCpXJprByg7pP